# Prosoplus convexicollis
Prosoplus convexicollis är en skalbaggsart som beskrevs av Stefan von Breuning 1951. Prosoplus convexicollis ingår i släktet Prosoplus och familjen långhorningar. Inga underarter finns listade i Catalogue of Life.